# Рассудово (посёлок, Москва)
Рассу́дово — посёлок в Троицком административном округе города Москвы. Входит в состав поселения Новофёдоровское.

## География

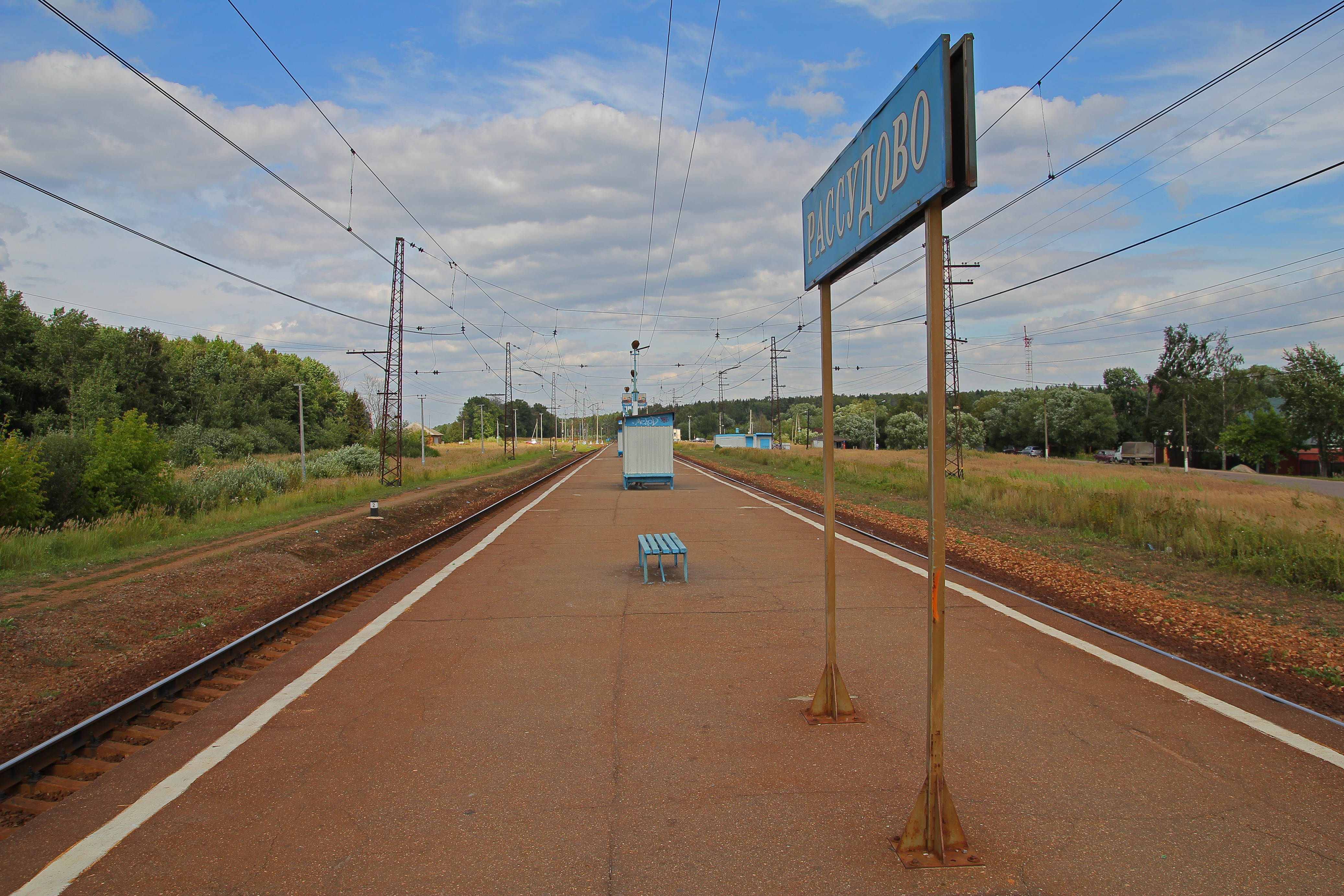
Платформа Рассудово

Посёлок Рассудово находится в северо-западной части Троицкого административного округа Москвы, в 15 км к северо-востоку от Наро-Фоминска. Восточнее посёлка проходит Киевское шоссе М3. У западной границы посёлка расположена платформа Рассудово Киевского направления Московской железной дороги. В километре к юго-западу от посёлка протекает река Пахра. Ближайшие населённые пункты — деревни Рассудово, Пахорка и Яковлевское.

## История
До реализации проекта расширения территории Москвы (до 1 июля 2012 года) посёлок входил в состав сельского поселения Новофёдоровское Наро-Фоминского района Московской области.

## Население
По данным на 2005 год в посёлке проживал 201 человек.